# Fallen (Stargate SG-1)
Fallen (Caído) es el primer episodio de la séptima temporada de la serie de televisión de ciencia ficción Stargate SG-1, y el episodio N.º 133 de toda la serie. Este episodio es la Parte 1 de 2, y es seguida por "Homecoming".

## Trama
Todo comienza cuando 3 hombres, explorando un planeta desconocido, encuentran a un sujeto desnudo, que resulta ser Daniel Jackson.
Después en el SGC, Jonas Quinn descubre que la ciudad que buscan fue mal traducida como la "Ciudad Perdida", cuando en realidad es la "Ciudad de los Perdidos". Además él dice que posiblemente la última de las direcciones descargadas por O’Neill cuando tuvo el conocimiento de los Antiguos corresponda a ese lugar. El SG-1, 3 y 5 son enviados luego a revisar ese mundo, que resulta ser el mismo donde Daniel "descendió".
El planeta presenta cientos de ruinas, donde recientemente un pueblo nómada se instaló. Mientras SG-1 hace contacto con ellos, otro de los equipos SG se topa con un hombre que pronto reconocen como el Dr. Jackson, y lo llevan ante el resto. Los nómadas lo llamaron "Arrom", que significa "desnudo", el SG-1 constata entonces que Daniel ha perdido la memoria. Cada uno habla con él para contarle sobre quien era antes, y finalmente lo convencen de volver a la Tierra con ellos. Mientras el resto espera los resultados del escaneo de la UAV sobre las ruinas antiguas, Daniel se familiariza con sus antiguas pertenencias, incluyendo una foto de su esposa, Sha’re, y poco a poco comienza a recordar.
Al otro día, Daniel interrumpe una reunión sobre la exploración de Vis Uban, y descifra mejor el significado de la tablilla encontrada en Abydos. Resulta que Vis Uban no es la ciudad que buscan, y no se trata de la "Ciudad de los Perdidos", sino que la interpretación más exacta es la "Ciudad perdida" o "perdida en la Historia". Daniel cree que cualquier referencia de la ciudad fue quitada de los textos históricos deliberadamente, para hacerla imposible de hallar.
No obstante, esto conduce finalmente a Daniel y Jonas a un plan junto a los Tok'ra para destruir la nueva superarma de Anubis. Plantan una tablilla falsa para que Anubis la encuentre, y le haga creer que la ciudad perdida está en ese planeta. O'Neill y Carter pilotearan el F-302, y usaran su hiperpropulsión para traspasar los escudos de la nave de Anubis para luego disparar los misiles en los conductos de ventilación de la base de energía de la superarma. Sin embargo para esto, se necesita la ubicación exacta de los conductos. Esta información está protegida por un código escrito en antiguo, por lo que Daniel y Jonas deberán infiltrarse en la nave, descifrar los códigos y comunicar la información al F-302. Mientras tanto, Teal'c convencerá a Lord Yu de atacar la nave de Anubis ahora que esta vulnerable.
O'Neill precisa que este es el plan más loco que han ideado. Si bien todos concuerdan en eso, aceptan igual la misión.
Las piezas del F-302 son llevadas a través del Portal para ser ensambladas en el planeta, donde se ha establecido una base temporal, con el General Hammond dirigiendo la operación de allí. Una vez la nave de Anubis llega, Carter y O'Neill despegan en el caza hacia ella, en tanto, Jonas y Daniel logran abordarla y se mueven libremente gracias a unos isótopos radiactivos Tok'ra que los hacen invisibles a los sensores. Mientras ellos buscan la ubicación de los conductos el F-302 apenas elude a los planeadores de la muerte de Anubis. Finalmente atraviesan los escudos y con 2 disparos destruyen la base de energía del arma, justo cuando esta se preparaba para atacar la base Tau'ri en el planeta. Teal'c en tanto es arrestado en una de las naves de Yu, cuando este decide a última hora enviar la flota a otro sistema, dejando al SGC solos en la batalla. 
En la nave, Jonas y Daniel son arrinconados por varios Jaffa, quedándoles como única salida un respiradero, al que Daniel logra entrar, pero Jonas no, ya que es aturdido con un Zat y capturado. En presencia de Anubis, Jonas lo desafía diciendo que no revelara nada. Sin embargo Anubis, sosteniendo un pequeño dispositivo lector de mentes, dice tranquilamente que sí lo hará.

## Artistas invitados
- Corin Nemec  como Jonas Quinn.
- Teryl Rothery como la Dra. Fraiser.
- Eric Breker como Albert Reynolds.
- George Touliatos como Shamda.
- Colin Cunningham como Paul Davis.
- Kevan Ohtsji como Oshu.
- David Palffy como Anubis.
- Michael Adamthwaite como Herak.
- Gary Jones como Walter Harriman Davis.
- Adrian Hough como el Teniente Goa'uld.
- Dan Shea como el Sargento Siler.
- Vince Crestejo como Lord Yu.
- Raahul Singh como Khordib.[3]
- Mary-Jane Baker como Fuerzas Especiales.[3]